# 劉髆
劉 髆（りゅう はく、紀元前100年代? - 紀元前88年）は、前漢の武帝の五男。母は李夫人。

## 生涯
劉弗陵（後の昭帝）が生まれる以前には武帝の末子であった。そのため父帝に可愛がられた。天漢4年（紀元前97年）に昌邑王に封じられた。
征和3年（紀元前90年）、武帝の甥であり丞相であった劉屈氂と劉髆の母方の伯父である李広利（李夫人の兄）により劉髆を立太子する政略が謀られるが事前に露見、劉屈氂は刑死、李広利は匈奴に亡命した。劉髆は事情を知らなかったということで連座を免れている。
後元元年（紀元前88年）正月に劉髆は死去し、諡号を哀とされ、子の劉賀が王位を継承している。
昭帝崩御後に劉賀は皇帝に短期間即位している。また劉髆は4女を儲けたが、こちらは劉賀廃位後に湯沐邑千戸が下賜されている。